# پیتر گنتزل
پیتر گنتزل (انگلیسی: Peter Gentzel؛ زادهٔ ۱۲ اکتبر ۱۹۶۸) بازیکن هندبال اهل سوئد است.